# Acianthera hystrix
Acianthera hystrix är en orkidéart som först beskrevs av Friedrich Fritz Wilhelm Ludwig Kraenzlin, och fick sitt nu gällande namn av Fábio de Barros. Acianthera hystrix ingår i släktet Acianthera och familjen orkidéer. Inga underarter finns listade i Catalogue of Life.